# Tage Arnold Davidsson
Tage Arnold Davidsson, född 16 augusti 1907 i dåvarande Göteborgs Gamlestads församling, död 22 augusti 1977 i Nylöse församling i Göteborg, var en svensk uppfinnare verksam i Göteborg.
Davidsson gjorde flera uppfinningar. Under andra världskriget uppfann han körriktningsvisare i cykelstyren, och 1953 uppfann han ett petskyddat vägguttag för elektricitet. 
År 1965 fick han patent på en oljebrännare.
Davidsson är gravsatt på Kvibergs kyrkogård i Göteborg.